# Globigeryny
Globigeryny (Globigerina, łac. globus - kula, gerere - nosić) – planktoniczny rodzaj otwornic o skorupce zbudowanej z kilku wydętych kulistych komór, pokrytych kolcami i ułożonych spiralnie. Taka struktura ułatwia unoszenie się na powierzchni morza. Kiedy organizm umiera, ich skorupki opadają na dno, tworząc, szczególnie w wypadku wielkich nagromadzeń, głębokomorski osad, zwany mułem globigerynowym